# Brigitte Sy
Brigitte Sy (Parigi, 26 gennaio 1956) è un'attrice, regista e sceneggiatrice francese.

## Biografia
Ha fatto il suo debutto sul grande schermo nel 1979 con il film Le dérobade. Nei primi anni ottanta conobbe il regista Philippe Garrel, che la diresse in tre film tra il 1984 e il 1991. Sempre nel 1991 fece il suo debutto internazionale con il film Tentazione di Venere, in cui recitò accanto a Glenn Close. Nel 2005 fu nuovamente diretta da Garrel, questa volta nel film Les Amants réguliers, in cui interpretò il personaggio della madre di suo figlio Louis. In anni più recenti ha recitato nella serie TV Black Spot e nel film Le invisibili.
A partire dagli anni 2000 ha cominciato a scrivere e dirigere lungo e cortometraggi. Il suo primo lavoro, il corto L'Endroit Idéal, ottenne recensioni positive e fu candidato ai premi del Festival international du court métrage de Clermont-Ferrand, del Festival internazionale del cinema di Rio de Janeiro e dell'International Istanbul Film Festival nel 2009. Nel 2017 invece ha ricevuto una nomination al Premio Lumière per la migliore sceneggiatura per Les Ogres.

### Vita privata
Brigitte Sy è stata sposata con Philippe Garrel, ma il matrimonio terminò con il divorzio. Con Garrel la Sy ebbe i suoi due figli, Louis ed Esther Garrel. Nel 1990 dichiarò pubblicamente di essere sieropositiva, avendo contratto l'HIV a causa della sua tossicodipendenza.

## Filmografia parziale

### Attrice

#### Cinema
- La dérobade - Vita e rabbia di una prostituta parigina (La dérobade), regia di Daniel Duval (1979)
- Non sento più la chitarra (J'entends plus la guitare), regia di Philippe Garrel (1991)
- Tentazione di Venere (Meeting Venus), regia di István Szabó (1991)
- Genealogia di un crimine (Généalogies d'un crime), regia di Raúl Ruiz (1997)
- Un quartiere da schianto (Ma 6-T va crack-er), regia di Jean-François Richet (1997)
- Les Amants réguliers, regia di Philippe Garrel (2005)
- La guerra è dichiarata (La guerre est déclarée), regia di Valérie Donzelli (2011)
- Une place sur la Terre, regia di Fabienne Godet (2013)
- Le invisibili (Les Invisibles), regia di Louis-Julien Petit (2019)
- Vita nella banlieue (Banlieusards), regia di Kery James (2019)

#### Televisione
- Black Spot – serie TV, 16 episodi (2017-2019)
- L'opera (L'Opéra) – serie TV (2021-in corso)

### Regista
- L'Endroit ideal (2008)
- Fruits de mer (2009)
- Les Mains libres (2010)
- L'Astragale (2015)
- La Promenade du diable (2015)

### Sceneggiatrice
- L'Endroit ideal (2008)
- Fruits de mer (2009)
- Les Mains libres (2010)
- L'Astragale (2015)
- La Promenade du diable (2015)
- Les Ogres (2016)

### Doppiatrice
- Peur(s) du noir - Paure del buio, regia di Blutch, Charles Burns, Marie Caillou, Pierre Di Sciullo, Lorenzo Mattotti e Richard McGuire (2007)